# Sport Clube Freamunde
Lo Sport Clube Freamunde, fondato nel 1933, è una società di calcio di Freamunde, in Portogallo.

## Palmarès

### Competizioni nazionali
- Segunda Divisão: 3

1998-1999, 2004-2005, 2012-2013
- Campeonato de Portugal: 1

2013-2014

## Rosa 2016-2017
| N. |                          | Ruolo | Calciatore       |
| -- | ------------------------ | ----- | ---------------- |
| 1  | Portogallo (bandiera)    | P     | Dani             |
| 2  | Portogallo (bandiera)    | D     | Rodolfo Lourenço |
| 3  | Portogallo (bandiera)    | D     | José Amadeu      |
| 4  | Francia (bandiera)       | D     | Stéphane Madeira |
| 5  | Portogallo (bandiera)    | D     | Rui Raínho       |
| 6  | Guinea-Bissau (bandiera) | D     | Eridson          |
| 7  | Portogallo (bandiera)    | C     | Paulo Grilo      |
| 8  | Portogallo (bandiera)    | C     | Miguel Pedro     |
| 9  | Portogallo (bandiera)    | A     | Diogo Ramos      |
| 10 | Portogallo (bandiera)    | A     | Fausto Lourenço  |
| 11 | Argentina (bandiera)     | C     | Iván Pérez       |
| 13 | Portogallo (bandiera)    | P     | Rui Nereu        |
| 14 | Portogallo (bandiera)    | A     | Mohcine Nader    |
| 15 | Senegal (bandiera)       | A     | Kalidou Yero     |

| N. |                       | Ruolo | Calciatore          |
| -- | --------------------- | ----- | ------------------- |
| 16 | Portogallo (bandiera) | D     | Huguinho            |
| 17 | Portogallo (bandiera) | C     | Jorge Vilela        |
| 19 | Argentina (bandiera)  | C     | Cláudio Salto       |
| 20 | Portogallo (bandiera) | D     | Luís Pedro          |
| 21 | Portogallo (bandiera) | C     | Fábio Vieira        |
| 23 | Portogallo (bandiera) | D     | Leandro Albano      |
| 27 | Argentina (bandiera)  | C     | Francisco Filippi   |
| 29 | Argentina (bandiera)  | C     | Leandro Chaparro    |
| 30 | Portogallo (bandiera) | C     | Leandro Pimenta     |
| 32 | Argentina (bandiera)  | C     | Maximiliano Laso    |
| 56 | Argentina (bandiera)  | A     | Sergio Hipperdinger |
| 70 | Portogallo (bandiera) | C     | Pape Balla          |
| 99 | Portogallo (bandiera) | P     | Marco Rocha         |

## Rosa 2015-2016
| N. |                          | Ruolo | Calciatore      |
| -- | ------------------------ | ----- | --------------- |
| 1  | Portogallo (bandiera)    | P     | Dani            |
| 2  | Portogallo (bandiera)    | D     | Leandro Albano  |
| 3  | Portogallo (bandiera)    | D     | José Amadeu     |
| 5  | Portogallo (bandiera)    | D     | Rui Raínho      |
| 6  | Guinea-Bissau (bandiera) | D     | Eridson         |
| 7  | Portogallo (bandiera)    | C     | Daniel Barbosa  |
| 8  | Portogallo (bandiera)    | C     | Pedrinho        |
| 9  | Portogallo (bandiera)    | A     | Diogo Ramos     |
| 10 | Portogallo (bandiera)    | A     | Fausto Lourenço |
| 11 | Argentina (bandiera)     | C     | Iván Pérez      |
| 13 | Portogallo (bandiera)    | D     | Luís Rocha      |
| 16 | Portogallo (bandiera)    | D     | Huguinho        |

| N. |                       | Ruolo | Calciatore        |
| -- | --------------------- | ----- | ----------------- |
| 17 | Capo Verde (bandiera) | A     | Cafú              |
| 18 | Brasile (bandiera)    | C     | Robson            |
| 20 | Portogallo (bandiera) | D     | Luís Pedro        |
| 21 | Portogallo (bandiera) | P     | Rui Nereu         |
| 22 | Portogallo (bandiera) | D     | David Bruno       |
| 28 | Cina (bandiera)       | C     | Jianpeng Feng     |
| 29 | Argentina (bandiera)  | A     | Mauro Dalla Costa |
| 32 | Argentina (bandiera)  | C     | Francesco Celeste |
| 47 | Portogallo (bandiera) | C     | Pedro Pereira     |
| 77 | Portogallo (bandiera) | C     | Paulo Grilo       |
| 96 | Brasile (bandiera)    | C     | Anderson Dim      |
| 99 | Portogallo (bandiera) | P     | Marco Rocha       |

## Rosa 2014-2015
| N. |                          | Ruolo | Calciatore      |
| -- | ------------------------ | ----- | --------------- |
| 1  | Portogallo (bandiera)    | P     | Dani            |
| 4  | Guinea-Bissau (bandiera) | D     | Édson           |
| 5  | Portogallo (bandiera)    | D     | Rui Raínho      |
| 6  | Portogallo (bandiera)    | C     | Leo             |
| 7  | Portogallo (bandiera)    | C     | Daniel Barbosa  |
| 8  | Portogallo (bandiera)    | C     | Pedrinho        |
| 9  | Portogallo (bandiera)    | A     | Tiago Cintra    |
| 10 | Portogallo (bandiera)    | A     | Fausto Lourenço |
| 11 | Brasile (bandiera)       | A     | Jo              |
| 13 | Portogallo (bandiera)    | D     | Luís Rocha      |
| 14 | Portogallo (bandiera)    | A     | Tiago Leão      |
| 15 | Portogallo (bandiera)    | D     | Amadeu          |
| 16 | Portogallo (bandiera)    | D     | Huguinho        |

| N. |                           | Ruolo | Calciatore     |
| -- | ------------------------- | ----- | -------------- |
| 18 | Brasile (bandiera)        | C     | Robson         |
| 19 | Guinea-Bissau (bandiera)  | A     | Ansumane       |
| 20 | Portogallo (bandiera)     | D     | Luís Pedro     |
| 21 | Portogallo (bandiera)     | P     | Jorge Baptista |
| 22 | Portogallo (bandiera)     | C     | Tony Figueira  |
| 23 | Portogallo (bandiera)     | D     | Hugo Lopes     |
| 25 | Brasile (bandiera)        | D     | Bruno Araújo   |
| 77 | RD del Congo (bandiera)   | A     | Djo Djo        |
| 78 | Costa d'Avorio (bandiera) | A     | Dally          |
| 88 | Portogallo (bandiera)     | C     | João Alves     |
| 90 | Brasile (bandiera)        | C     | Allan Fayan    |
| 99 | Portogallo (bandiera)     | P     | Marco Rocha    |